# Mohammed El Yaagoubi
Mohammed El Yaagoubi (Taourirt, 12 september 1977), voetbalnaam Moha, is een Marokkaans voormalig profvoetballer. Hij doorliep de jeugdacademie van FC Barcelona en speelde later voor verschillende clubs in Spanje. El Yaagoubi debuteerde in 2003 in het Marokkaans voetbalelftal.

## Clubvoetbal
Moha werd vanaf 1997 opgeleid in de cantera van FC Barcelona. De Marokkaan speelde echter nooit een competitieduel in het eerste elftal. Wel was Moha basisspeler in de finale van de Copa Catalunya in 2000, waarin FC Barcelona met 3-0 won van CE Mataró. In de zomer van 2000 werd de middenvelder aangekocht door CA Osasuna. Moha kwam slechts weinig tot spelen en hij werd daarom na een half jaar uitgeleend aan Levante UD en later Elche CF. In 2002 keerde Moha terug bij Osasuna en hij wist zich op te werken tot een vaste waarde. In het seizoen 2005/2006 bevond Moha zich met Osasuna lange tijd in de top van de Primera División. In juni 2006 werd hij gecontracteerd door RCD Espanyol. Moha bleef tot 2008 bij deze club, waarna hij naar Real Sociedad vertrok. Van 2009 tot 2012 speelde hij bij Girona FC. In 2014 sloot hij zijn voetballoopbaan af bij CE Sabadell.

## Nationaal elftal
Moha debuteerde op 12 maart 2003 in het Marokkaans elftal. In 2004 en 2006 behoorde hij tot de Marokkaanse selectie voor de Afrika Cup. Marokko haalde in 2004 de finale, waarin van Tunesië werd verloren, maar in 2006 werden De Leeuwen van de Atlas echter al in de groepsfase uitgeschakeld.

## Statistieken
| seizoen    | club           | land   | competitie         | wed. | goals |
| ---------- | -------------- | ------ | ------------------ | ---- | ----- |
| 1989/99    | FC Barcelona B | Spanje | Segunda División B | 1    | 0     |
| 1999/00    | FC Barcelona B | Spanje | Segunda División B | 34   | 5     |
| 2000/01    | CA Osasuna     | Spanje | Primera División   | 2    | 0     |
| 2000/01    | Levante UD     | Spanje | Segunda División A | 19   | 2     |
| 2001/02    | Elche CF       | Spanje | Segunda División A | 39   | 4     |
| 2002/03    | CA Osasuna     | Spanje | Primera División   | 28   | 3     |
| 2003/04    | CA Osasuna     | Spanje | Primera División   | 30   | 2     |
| 2004/05    | CA Osasuna     | Spanje | Primera División   | 35   | 3     |
| 2005/06    | CA Osasuna     | Spanje | Primera División   | 27   | 2     |
| 2006/07    | RCD Espanyol   | Spanje | Primera División   | 10   | 0     |
| Totaal     |                |        |                    | 225  | 21    |
| Bijgewerkt | 14-02-2007     |        |                    |      |       |